# Золотов, Василий Антонович
Василий Антонович Золотов (3 марта 1915, Дурное, Российская Империя — 16 мая 1995, Рязань, Россия) — прозаик, поэт, участник Великой Отечественной войны. Автор многих произведений, наиболее известны книги Василия Золотова: «Меж крутых бережков», «Заманиха», «Там, где шумит море».

## Биография
Родился 3 марта 1915 года в селе Дурное Пронского уезда Рязанской губернии в бедной крестьянской семье.
Был интересен и как личность, и как писатель, и как фронтовик. Общительный, но он мало говорил о себе. Приглушенный с душевной интонацией голос, грустная синева в глазах…» Синеокую Рязань он представлял в буквальном смысле. Из большого Пронского села Дурное на 1000 дворов, он первым из односельчан получил высшее образование.
Детство и юность его проходили в родном селе. «Каждый вечер носились на конях в ночное, Лошади пасутся у речки, а мы сидим у костра, замирая, слушая страшные истории. В мае в садах белым-бело. А соловьев уйма. Здесь пробудилась и начала складываться душа моя».
С осени 1923 года В.А. Золотов  начал учиться в начальной школе, которую заканчивает в 1927 году. Затем поступает в Большесельскую школу крестьянской молодежи. Здесь знакомиться с творчеством С.А. Есенина. Произведения Есенина произвели на него большое впечатление. «Я настолько был взвинчен, что сам начал писать стихи… упрямо набычась, шептал: «Чешет сад широплечий кудри жесткие свои».
Село Большое было очень красивое, это родовое гнездо декабриста Ивана Бурцева. Владельцы села Кублицкие умели сочетать прибыток с красотой: держали громадные сады, пруды были чисты и зарыблены.
После окончания школы крестьянской молодежи в 1930 году Золотов едет в Рязань учиться на землеустроителя. Затем работа на строительстве Истринского водохранилища. В 1931 году написал свой первый очерк о чувствах единоличника Костюхи, потрясенного бороздой, проложенной трактором «Фордзон». Этот очерк был опубликован в столичном журнале «Комбайн», когда автору исполнилось едва 16 лет.
В 1932 году Золотов поступает на литературный факультет Московского областного педагогического института. Ему посчастливилось слышать М. Горького, встречаться с В. Вересаевым, А. Толстым, Новиковым-Прибоем, И. Буниным.
В1935 году В.А. Золотова арестовали, обвинив его в любви к творчеству И. Бунина. Он был осужден на три года лишения свободы. Впереди был Вяземлаг. В декабре 1937 года освободился от заключения.
С 1937 года по 1940 год работает учителем русского языка в Большесельской школе. А с1940 -1941 год преподает в Дурновской школе.

### Участие в Великой Отечественной войне
В августе 1941 года Василий Антонович Золотов, был призван на фронт. Он вспоминал: «Косил с учениками колхозную рожь, пришла повестка Пронского райвоенкомата, а под вечер уже уехал с односельчанами на станцию Хрущево.  Из Рязани наш маршевый батальон прибыл под Полотняный завод Калужской области в распоряжение 175 Армейского стрелкового полка 5 Армии.
Во время обороны Кондрова, Медыни, Полотняного завода под командованием батальонного комиссара Борщевского получил боевое крещение, ходил в атаку против фашистов.
При дислокации части выполнял боевые поручения штаба полка. Сохранилось удостоверение следующего содержание: «Предъявитель сего Золотов В.А.  следует в батальон ПТО и Минроту для выполнения специального задания командира полка. Командирам подразделений обеспечить выполнение настоящего задания к 1.00 часов 12.10.41 года, относясь к этой работе со всей серьёзностью по указанию предъявителя сего Начальник штаба майор Кохов».
В боях за освобождение Вязьмы был награждён медалью «За Отвагу».
С ноября 1943 года В. А. Золотов находился в составе 10-й гвардейской армии, освобождал ново - Ржев, Пушкинские горы, Опочку, затем Латвию.
После ранения был отозван в ансамбль Прибалтийского военного округа, писал для чтецов стихи. Печатался во фронтовых газетах.
День Победы встретил в Прибалтике. Награждён Орденом Отечественной войны, медалями «За Отвагу», «За оборону Москвы», «За победу над Германией», «50 лет вооруженных сил СССР», «60 лет вооруженных сил СССР», «Участнику войны -20 лет победы в Великой Отечественной войне».

### Жизнь в Прибалтике
Участвуя в боях за освобождение Латвии. Увидел и полюбил море. Остался жить возле него.
В 1954 году стал членом союза писателей Латвии (https://rznodb.ru/oldrznodb/liter_map/2/11/2.htm).
Герои его произведений – дети, молодые рабочие, рыбаки, моряки. Тема труд, любовь, познание мира с первыми радостями и большими надеждами, мирная будничная жизнь, если и богатая тревогами сердца.

### Камчатка
«Казалось бы – пишет В. Астафьев, - биография чище и богаче некуда, творческий путь определен, выходят книги - сиди и пиши себе «Однако дух беспокойства, жажды поиска, вселившиеся в душу бывшего деревенского паренька, все зовут куда-то и манят, и он отправляется «на край света», совсем на другой конец нашей необъятной страны, на Камчатку. Поехав в 1961 году на Камчатку, Золотов открывает в своей работе новый, неповторимый свежий пласт жизни, написав роман «Земля горячая».
На полуострове он находился до 1977 года. Здесь он   пишет роман о море, о рыбаках, об их женах, о тяжелых морских промыслах под название «Заманиха».
Пять лет он отдал морю, знал Тихий океан от Бристольского залива до Токийского, находясь на плавбазе «Лашут». В 1972 году плавбаза «Лашут» попала в плен к Америке. С составом моряков В.А.Зотов  пробыл на Аляске у американцев в плену.
В 1975 году В.А.Золотова избирают руководителем писательской организации Камчатки (https://kamchatka.aif.ru/culture/1398050 Архивная копия от 12 мая 2021 на Wayback Machine).

### Возвращение в Рязань
В 1977 году писатель возвращается в Рязань. С 1984 года по 1990 год он ответственный секретарь писательской организации Рязани.
В книгах и газетных публикациях Золотова о родном крае, он с теплотой и правдивостью рассказывает о людях труда, руководителях, специалистах, о тех, кто прославил село, обращаясь к молодому поколению.

## Произведения
Там, где шумит море: Повесть. — М. : Сов. Россия, 1959.
Придет и твоя весна: Повести. — Рига: Латгосиздат, 1965.
Земля горячая: Повести. — Владивосток: Дальневост. кн. изд-во, 1968.
Повести. — Рига: Лиесма, 1976.
Заманиха: Роман. — М. : Современник, 1978.
Земля горячая: Роман. — М. : Сов. писатель, 1981.
Меж крутых бережков: Повести. — М. : Современник, 1982.
Море без чаек: Повести. — Рязань: Моск. рабочий, 1985.
Заманиха: Роман. — Рязань: Моск. рабочий, 1990.
Подробнее о писателе можно узнать в сельской библиотеки села Дурное (Октябрьское).
А также в одном здание с библиотекой есть краеведческий музей где собран уникальный материал о жизни и деятельности писателя, его воспоминания, рукописи, письма землякам, его книги с дарственными надписями, автобиография.